# Borovce
Borovce is een Slowaakse gemeente in de regio Trnava, en maakt deel uit van het district Piešťany.
Borovce telt 913 inwoners.